# Focus (曲)
『Focus』（フォーカス）は、ヴィドールのメジャーデビュー後、2枚目のシングルである。

## 概要
- 曲調は爽やかなロックナンバー。
- 歌詞には現代の青少年に向けたヴォーカル樹威の想いがつづられている。

## 収録曲
1. Focus
  - （脚本:樹威 / 原作:樹威）
2. きらきらぼし～wish on a star～
  - （脚本:樹威 / 原作:ギル)
3. Club.B
  - （脚本:樹威 / 原作:シュン）